# Ei și ce?
Ei și ce? este al doilea album de studio al Mădălinei Manole. A fost lansat în anul 1993 sub egida companiei Electrecord. Pe album figurează melodia „Te-am văzut, mi-ai plăcut” care a cunoscut un succes de mari proporții.

## Lista cântecelor
1. Fără dragostea ta (Șerban Georgescu / Aurel Storin) (3:20)
2. Când dansez cu tine (Șerban Georgescu / Aurel Felea) (3:43)
3. Să nu mă minți (Șerban Georgescu / Aurel Felea) (3:24)
4. Trăiască rock-ul! (Șerban Georgescu / Aurel Felea) (2:40)
5. Ei și ce?! (Șerban Georgescu / Aurel Felea) (2:45)
6. Jucătorul de iubiri (Șerban Georgescu / George Țărnea) (3:20)
7. Cântec pentru voi (Mădălina Manole / George Țărnea) (4:06)
8. Te-am văzut, mi-ai plăcut (Șerban Georgescu / George Țărnea) (3:30)
9. Vreau să te uit (Șerban Georgescu / Roxana Popescu) (3:42)

## Personal
- Mădălina Manole – voce, grafică
- Theodor Negrescu, Paul Enigărescu – postprocesare
- Mihai Dragason – grafică
- Sever Ștefănescu – fotograf
- Ion Frățilă – transpunere